# Sulfozouten
Sulfozouten vormen een klasse mineralen met de algemene formule AmBnSp, waarin
- A een metaal voorstelt (meestal lood, koper, kobalt, zilver of ijzer; zelden kwik, zink en vanadium)
- B een halfmetaal (meestal arseen, antimoon of bismut; zelden germanium) of een metaal (meestal tin; zelden vanadium) voorstelt
- S vrijwel altijd zwavel voorstelt, en heel soms seleen of telluur

De meeste sulfozouten zijn opaak en bijna altijd sterk met elkaar vergroeid. Er zijn meer dan 200 sulfozouten; slechts enkele daarvan zijn economisch belangrijk.

## Term
De term sulfozout werd oorspronkelijk voorgesteld om verbindingen aan te geven die het zout zijn van meestal hypothetische zuren, waarin het zuurstofatoom is vervangen door een zwavelatoom. De term is nog steeds in gebruik om een bepaald type niet-geoxideerde zwavelmineralen te onderscheiden van sulfiden.
Wanneer in sulfiden een metaal en een niet-metaal (bijvoorbeeld arseen of antimoon) aanwezig zijn, neemt dit niet-metaal in de kristalstructuur de plaats in van zwavel, zoals in arsenopyriet (FeAsS). In de sulfozouten daarentegen nemen de niet-metalen in het algemeen de plaats in van de metalen, zoals in bournoniet (PbCuSbS3).

## Classificatie van sulfozouten
Naarmate het structuuronderzoek vordert, levert de classificatie van sulfozouten steeds meer problemen op. Enerzijds blijken verbindingen die tot de sulfozouten werden gerekend, beter bij de oude indeling van de sulfiden te kunnen worden ingedeeld (zoals enargiet), anderzijds blijkt de structuur van vele sulfozouten een treffende overeenkomst te vertonen met die van de silicaten. Tegenwoordig worden ze bij de sulfiden ingedeeld.

## Lijst van sulfozouten (selectie)

### Type A3BS3
| Mineraal    | Chemisch formule |
| ----------- | ---------------- |
| Anniviet    | Cu12Sb4S13       |
| Pyrargyriet | Ag3SbS3          |
| Proustiet   | Ag3AsS3          |
| Tennantiet  | Cu12As4S13       |

### Type A3BS4
| Mineraal   | Chemisch formule |
| ---------- | ---------------- |
| Enargiet   | Cu3AsS4          |
| Geocroniet | Pb14(Sb,As)6S23  |
| Gratoniet  | Pb9As4S15        |
| Samsoniet  | Ag4MnSb2S6       |
| Sulvaniet  | Cu3VS4           |

### Type A2BS3
| Mineraal     | Chemisch formule |
| ------------ | ---------------- |
| Aikiniet     | PbCuBiS3         |
| Bournoniet   | PbCuSbS3         |
| Seligmanniet | PbCuAsS3         |

### Type ABS2
| Mineraal      | Chemisch formule |
| ------------- | ---------------- |
| Boulangeriet  | Pb5Sb4S11        |
| Chalcostibiet | CuSbS2           |
| Emplectiet    | CuBiS2           |
| Matildiet     | AgBiS2           |
| Smithiet      | AgAsS2           |
| Tealliet      | PbSnS2           |

### Type A2B2S5
| Mineraal   | Chemisch formule |
| ---------- | ---------------- |
| Jamesoniet | Pb4FeSb6S14      |
| Ramdohriet | Ag3Pb6Sb11S24    |

### Type A2B3S6
| Mineraal     | Chemisch formule |
| ------------ | ---------------- |
| Andoriet     | PbAgSb3S6        |
| Lindstromiet | Pb3Cu3Bi7S15     |

### Type AB2S4
| Mineraal    | Chemisch formule |
| ----------- | ---------------- |
| Berthieriet | FeSb2S4          |
| Cylindriet  | Pb3Sn4FeSb2S14   |
| Zinkeniet   | Pb9Sb22S42       |